# Yannick Erkenbrecher
Yannick Erkenbrecher (* 1. Januar 1983 in Paderborn) ist ein deutscher Fernsehjournalist und Sportmoderator. Seit Januar 2011 ist er für Sky Deutschland als Moderator in der Fußball-Berichterstattung tätig.

## Leben
Erkenbrecher ist der Sohn des ehemaligen Fußballspielers Uwe Erkenbrecher. Er studierte von 2004 bis 2010 Medien und Kommunikation an der Deutschen Sporthochschule in Köln. Parallel zum Studium ging er verschiedenen, journalistischen Tätigkeiten nach und arbeitete unter anderem als Redakteur für das SWR Fernsehen in Stuttgart, für das Radio Bremen TV sowie für die ARD Sportschau.
In der Fußball-Saison 2007/2008 war er für das Internetradio FanGeist.de als Kommentator tätig. Der Sender wurde überwiegend von Studenten finanziert, aufgebaut und betrieben und übertrug die Spiele der Fußball-Regionalliga Nord und Süd in einer Live-Radiokonferenz. 2008 war er redaktionelles Mitglied im ARD-Team für die Fußball-Europameisterschaft 2008 in Österreich und Schweiz. Seit 2011 ist er für den Pay-TV-Sender Sky Deutschland tätig und berichtet als Feldreporter und Moderator unter anderem von der Fußball-Bundesliga, der 2. Fußball-Bundesliga, dem DFB-Pokal und der UEFA Champions League. In der Bundesliga-Saison 2017/2018 präsentierte er zusammen mit Esther Sedlaczek als Moderator-Duo die Bundesliga-Berichte am Samstag.
2013 gewann Erkenbrecher zusammen mit Vinko Bicanic den MIRA Award in der Kategorie „Beste lokale Eigenproduktion (non-scripted)“ für die Fußball-Dokumentation Projekt Profi – 4 Jungs auf dem Weg in die Bundesliga.
Seit 2016 moderiert er mit dem ehemaligen Tennis-Profi Patrik Kühnen die Live-Übertragung von Sky vom Grand-Slam in Wimbledon. In der Sendung London Calling – die Highlights auf dem frei empfangbaren Sender Sky Sport News präsentiert er zudem täglich die Höhepunkte jedes Turniertages.
Erkenbrecher war selbst Fußballspieler. Unter anderem spielte er in der Saison 2002/2003 beim SC Paderborn 07 (1 Spiel in der Regionalliga Nord) und in der Saison 2003/2004 beim SSV Reutlingen 05 (3 Spiele in der Oberliga Baden-Württemberg und 1 Spiel im DFB-Pokal).